# Faustine Kowalska
Pour les articles homonymes, voir Faustine et Kowalska.
Helena Kowalska (en religion sœur Marie Faustine), née le 25 août 1905 à Głogowiec et morte le 5 octobre 1938 à Cracovie, est une religieuse et mystique polonaise surnommée « l'apôtre de la Miséricorde divine ». L’Église catholique a reconnu que sa « vie mystique est d'une extrême richesse ». Béatifiée en 1993, canonisée en 2000, elle est fêtée le 5 octobre.

## Biographie

### Enfance et jeunesse
Helena Kowalska est née en 1905 dans le village de Głogowiec près de Łódź, ville industrielle textile de Pologne alors sous domination de l'Empire russe, la troisième des dix enfants d'une famille d'agriculteurs pauvres et croyants. Deux jours après sa naissance, elle est baptisée par l'abbé Józef Chodyński, à l'église Saint-Casimir de Świnice Warckie. Son parrain était Konstanty Bednarek, sa marraine Marianna Szewczyk.
Elle fait sa communion en 1914. Deux ans plus tard, elle commence à se rendre à l'école primaire de Świnice Warckie. Après y avoir passé trois ans, elle doit renoncer à poursuivre sa scolarité faute de moyens financiers, et pour faire place à ses frères et sœurs plus jeunes.
À 16 ans, elle entre comme domestique chez Leokadia et Kazimierz Bryszewski, à Aleksandrów Łódzki. Elle s'y occupe de la maison ainsi que de leur fils. À l’âge de 18 ans, elle fait part à ses parents de sa volonté d'entrer au couvent, et se heurte deux fois à leur refus, car ils n’ont pas les ressources nécessaires pour payer la dot demandée par les congrégations religieuses. Durant l'automne, elle se rend à Łódż, où elle habite chez un cousin germain de son père, Michał Rapacki ; celui-ci gagne sa vie comme domestique pour le Tiers-Ordre franciscain. À partir de février 1923, elle aide à tenir la maison de Marcjanna Sadowska, la propriétaire d'une épicerie de Łódż.

### Vocation religieuse

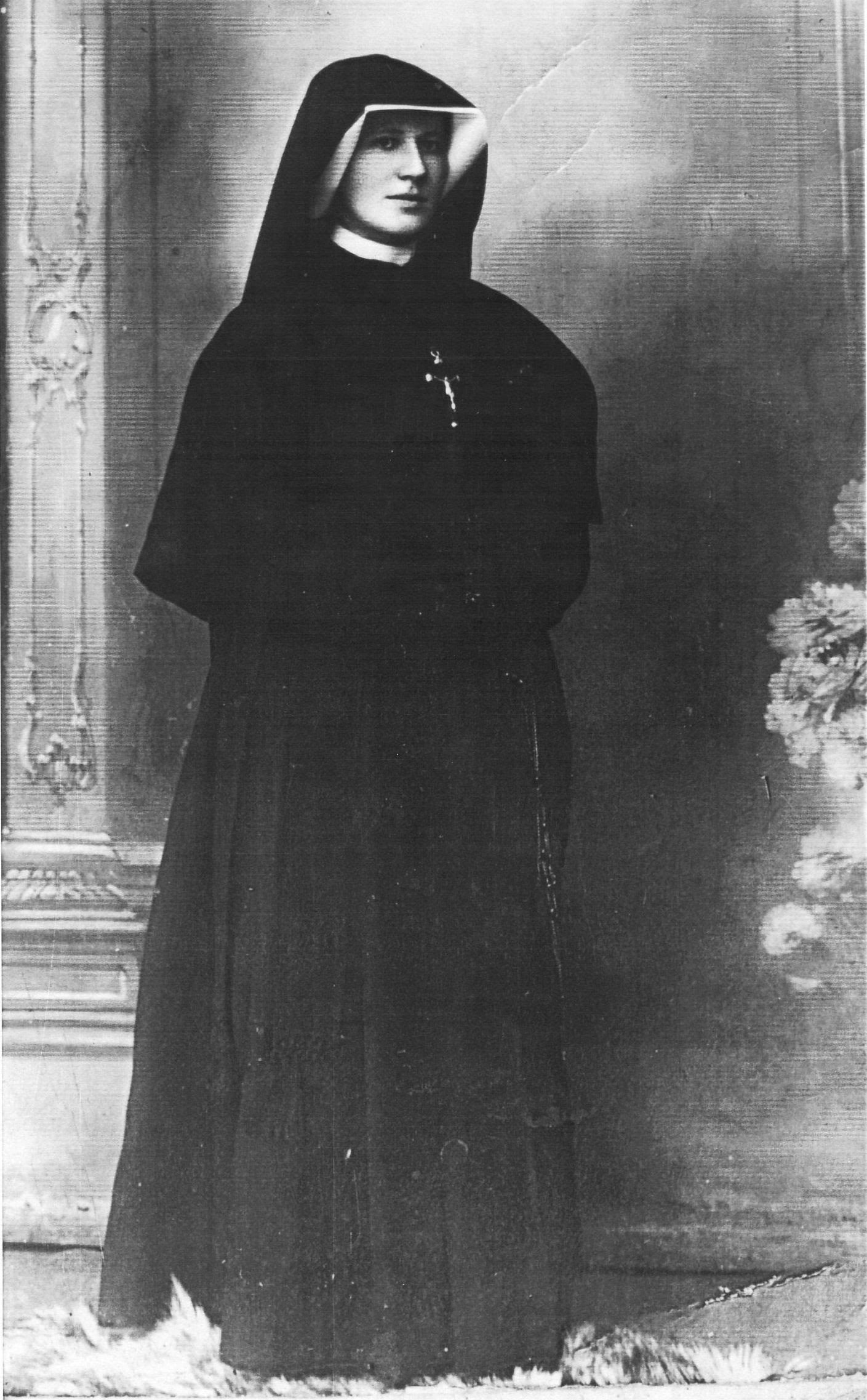
Sœur Faustine en 1931.

Helena ressent pour la première fois un appel à la vie religieuse dès l'âge de 7 ans (1912).
À quinze ans, l'âge où elle commence à travailler pour aider sa famille, elle est persuadée que Dieu lui-même l'appelle à devenir religieuse. En 1924, elle a une première apparition de Jésus, sous la forme du Christ souffrant, qui lui donne l'ordre d'entrer au couvent.
Helena part pour Varsovie sans le consentement de ses parents. Elle s'arrête au village d'Ostrówek, où elle travaille jusqu'en 1925 pour Aldona et Samuel Lipszyc, des connaissances de Jakub Dąbrowski, le curé de la paroisse Saint-Jakub de Varsovie. Elle tente par la suite d'être admise dans plusieurs couvents de la capitale, mais elle est à chaque fois refusée. Finalement, elle est admise au couvent de la congrégation des Sœurs de Notre-Dame de la Miséricorde à l'âge de 20 ans, le 1er août 1925, dès lors qu'elle peut acheter son habit religieux en économisant, comme le réclamait la sœur supérieure. Elle prend l’habit de novice le 30 avril 1926, et reçoit le nom de sœur Marie-Faustine. C’est le 1er mai 1933 qu’elle prononce ses vœux perpétuels à Cracovie, devenant définitivement sœur Marie Faustine du Saint-Sacrement. Le 29 mars 1934, jour du jeudi saint, elle fait, à la demande du Christ, un acte d’offrande d’elle-même pour la rédemption des âmes ayant perdu l’espoir en la Miséricorde divine (P.J., 308-309-310). Le 15 février 1935, elle se rend au chevet de sa mère mourante à Varsovie ; vers la fin de l’année, au retour d’une retraite à Cracovie, elle s’arrête pour prier devant la Vierge de Częstochowa. Par la suite, elle rédige la règle de la nouvelle congrégation qu’elle doit fonder à la demande du Christ ; elle a, par anticipation, une vision du futur emplacement de cette résidence, sise 12 rue Sainte-Anne à Vilnius (P. J., 559, 563), vision qu’elle reconnaîtra de ses propres yeux par la suite en se rendant sur place le 21 décembre 1935 (P. J., 573). Le 21 janvier 1937, elle découvre en esprit le futur couvent de la Miséricorde divine où elle voit régner « une grande spiritualité » (P. J., 892).
Pendant ses treize années de vie religieuse, Faustine remplit les modestes charges de cuisinière, jardinière et sœur portière dans les différentes maisons de la congrégation (Varsovie, Płock, Wilno, Cracovie). Comme beaucoup de saints, elle vécut la nuit de la foi, porta des stigmates invisibles et eut le don de bilocation.
À la demande de son directeur spirituel, le bienheureux Père Michał Sopoćko, professeur de théologie à l'Université de Vilnius, Faustine écrit le Petit Journal. Dans ce livre, elle décrit ses expériences mystiques et précise les demandes que le Christ lui transmet.

### La Miséricorde divine

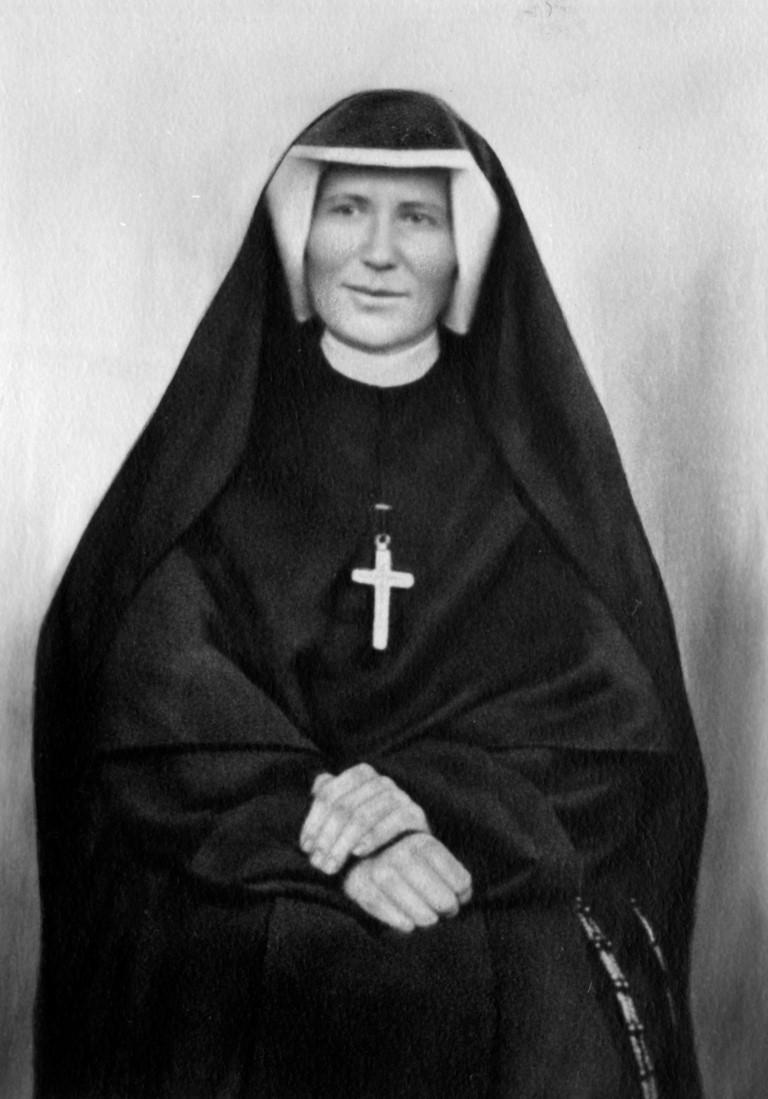
Sœur Faustine, avant 1938.

Sœur Marie Faustine relate qu'elle a eu une vision du Purgatoire en présence de Jésus et de la Vierge Marie à plusieurs reprises, et qu'elle leur a parlé. Elle dira aussi avoir eu une vision de l'Enfer dans lequel elle s'est vue introduite par un ange : elle y a vu les sept peines dont sont tourmentées les âmes pour l’éternité dans les abîmes de l'Enfer.
Par la suite, elle écrit dans son Petit Journal que le Christ lui a demandé de faire connaître au monde la profondeur de la Miséricorde divine : « Secrétaire de mon plus profond mystère, ton devoir est d’écrire tout ce que je te fais connaître à propos de ma miséricorde au profit des âmes qui, en lisant ces écrits, seront consolées et auront le courage de s’approcher de moi. » « Ma fille, parle aux prêtres de mon insondable miséricorde. Les flammes de la miséricorde me brûlent, je veux les répandre sur les âmes, mais les âmes ne veulent pas croire en ma bonté » (P.J. 177). Elle accomplira cette demande par la diffusion de plusieurs pratiques de dévotion, promesses et autres révélations qu'elle dira avoir reçue de Jésus et qui donneront naissance à un culte à la Miséricorde divine.
Parmi ces révélations, Faustine rapporta par exemple que le soir du 22 février 1931, elle vit Jésus qui lui demanda de peindre un tableau selon sa vision : « Peins un tableau selon l'image que tu vois, avec l'inscription : Jésus, j'ai confiance en Toi. Je désire qu'on honore cette image, d'abord dans votre chapelle, puis dans le monde entier. Je promets que l'âme qui honorera cette image ne sera pas perdue. » (P.J. 47-48). Ce tableau demandé par le Christ est devenu l'icône de la Miséricorde divine.
Une autre fois, alors qu'elle se trouvait à Wilno en 1934, elle dit avoir reçu la demande de Jésus « que le premier dimanche après Pâques soit la fête de la Miséricorde. » (P.J. 299).
Le soir du 13 septembre 1935, dans sa cellule du couvent de Płock, Faustine eut la vision d’un ange, l’exécuteur de la colère de Dieu, envoyé pour punir la Terre en un endroit en particulier. Voyant cet ange, elle se mit à le prier de s'arrêter quelques instants, car le monde allait faire pénitence. Mais sa prière était impuissante face à la colère de Dieu. Soudain, elle se retrouva en présence de la Sainte Trinité et devant le trône de Dieu. Intimidée, elle n’osa plus répéter sa demande. Cependant, elle sentit intérieurement une grâce de Jésus qui l'inspira à prier deux nouvelles prières: « Alors que je priais ainsi, j’ai vu l’impuissance de l’ange qui ne pouvait pas infliger le juste châtiment que méritaient ces péchés. » (P. J. 475). Le lendemain matin dans la chapelle du couvent, elle entendit intérieurement Jésus lui dicter à nouveau ces deux prières et la structure d'un nouveau chapelet basé sur celles-ci, qui deviendra le chapelet de la Miséricorde divine. Elle rapporta également plusieurs promesses de Jésus faites à ceux qui réciteront ce chapelet.

### Dernières années
En 1936, Faustine tombe gravement malade, sans doute de la tuberculose pulmonaire, et est transférée à l'hôpital de Prądnik Biały (en). Elle est isolée à l’infirmerie de ce sanatorium pour préserver les autres sœurs de la contagion. Elle passe la plupart de son temps en prière, récitant le chapelet de la Miséricorde divine, priant pour la conversion des pécheurs. Elle est de retour dans sa congrégation le 27 mars 1937. Les deux dernières années de sa vie sont consacrées à rédiger son journal. Au cours de cette période, elle introduit une dernière pratique dévotionnelle, l'Heure de la Miséricorde divine, qu'elle décrit dans son journal en octobre 1937 et février 1938,,.

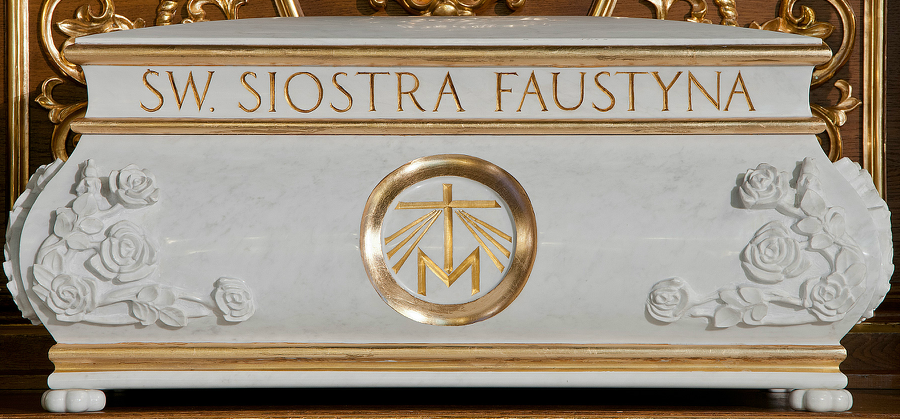
Reliquaire de la sainte, chapelle saint Joseph, Sanctuaire de la Miséricorde Divine de Cracovie, Pologne.

À partir de juin 1938, elle ne fut plus capable d'écrire, et il devint évident qu'elle n'avait plus longtemps à vivre. Elle mourut le 5 octobre 1938.
En faisant l'inventaire de sa cellule, la mère supérieure trouva dans le tiroir de la table la peinture du Christ de la Miséricorde divine, maintenant répandue dans le monde entier ; selon la vision qu'elle en avait eue, sœur Marie-Faustine l’avait dessinée sur un papier avec des crayons de couleurs que sa supérieure lui avait précédemment remis.
Les reliques de sœur Faustine se trouvent au sanctuaire de la Miséricorde divine de Cracovie-Łagiewniki.

## Représentations du Jésus de la Miséricorde

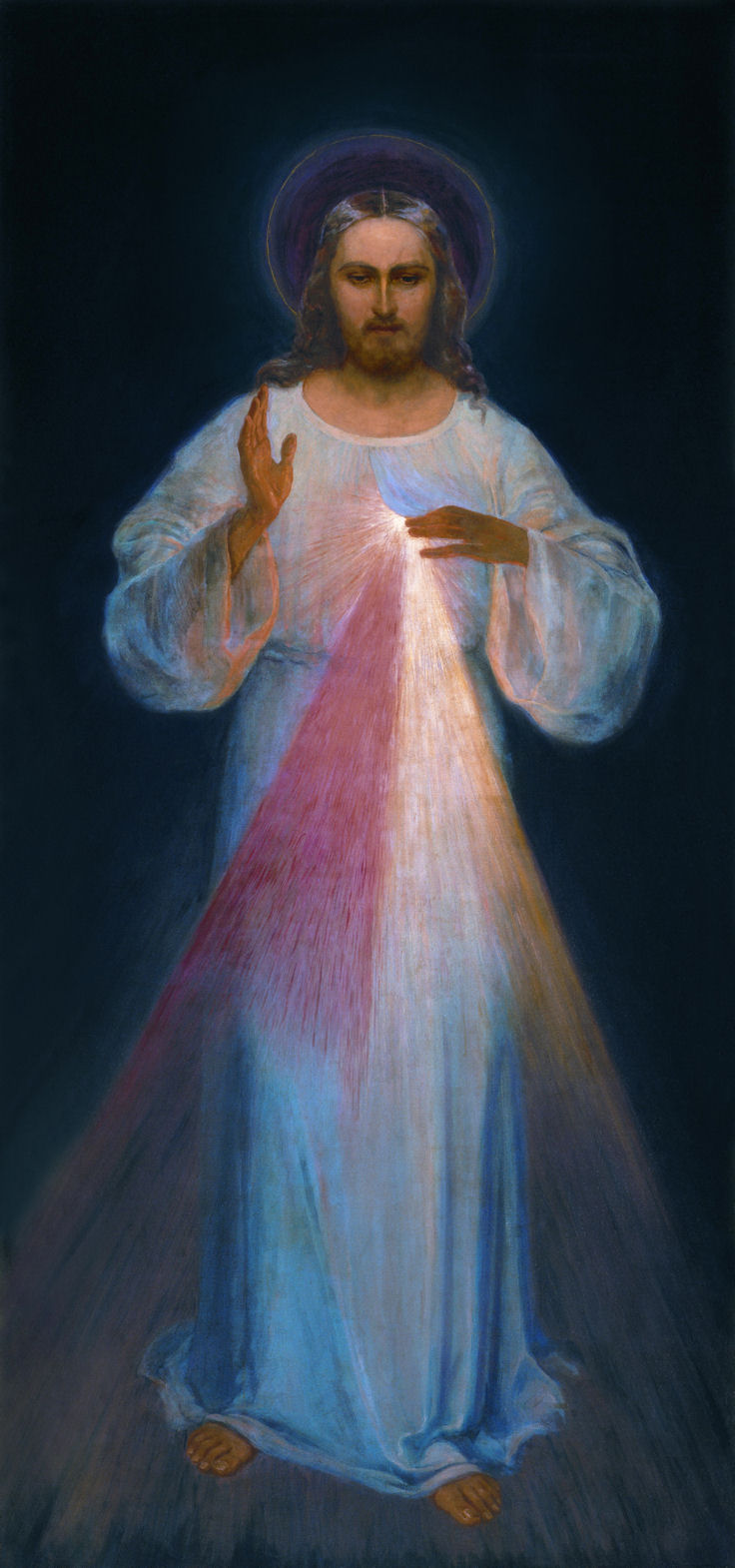
Peinture du Roi de la Miséricorde Divine par Eugeniusz Kazimirowski (1934).

Il y a eu trois tableaux représentant la Miséricorde divine.
La première icône de la Miséricorde divine est élaborée dans l’atelier Eugeniusz Kazimirowski en 1934 à Vilnius, la seule peinte sous la direction de sœur Faustine selon sa vision. Cependant, l'œuvre achevée, ni le père Michał Sopoċko ni Faustine ne s'en trouvent satisfaits. Pour autant dans son journal, cette dernière révèle que Jésus lui a fait savoir que la vertu du tableau ne se trouve pas dans l'art du peintre, « mais dans sa grâce » (P.J., 313). Elle répète dans le Petit Journal : « J'ai vu Jésus, exactement comme Il est peint sur ce tableau ».
Après son achèvement, le tableau de Kazimirowski est accroché dans le couvent des Sœurs Bernardines près de l'église Saint-Michel où Sopoćko était recteur mais dans son journal, sœur Faustine Kowalska écrit que Jésus lui a dit d'informer son confesseur que l'endroit approprié pour la peinture était dans une église, pas dans le couloir d'un couvent.
La peinture est déplacée et la première exposition du tableau, offert à la vénération publique, a lieu du 26 au 28 avril 1935, lors de la clôture du Jubilé de la Rédemption du monde. L'image, y compris des petites reproductions, sont utilisées par le Père Sopoćko pour promouvoir la dévotion à la Miséricorde Divine.
À partir de 1948 et pendant les décennies qui suivent, les autorités soviétiques ferment les églises et le tableau migre de lieu en lieu pour être protégé et vénéré en secret. En 2003, il est restauré puis replacé dans le Sanctuaire de la Miséricorde Divine à Vilnius, en 2005.

Version par Adolf Hyla (1943).

Après la mort de la religieuse, durant la Seconde Guerre mondiale, plusieurs représentations sont peintes : celle par Adolf Hyła (en) de 1943 s'appuie sur la participation du père Joseph Andrasz, confesseur de Faustine à Cracovie. Cette version est accrochée dans la chapelle du Couvent de la Congrégation de Notre-Dame de Miséricorde et abondamment reproduite, diffusée dans le monde entier,.
Au début des années 1950, il est objecté que la fiabilité de cette image n’avait pas été confirmée par l’Église. L’Épiscopat polonais recommande alors qu’on appréhende avec prudence le tableau de Jésus Miséricordieux, conçu selon la vision de sœur Faustine Kowalska. Comme il est décidé de faire exécuter un tableau représentant Jésus apparaissant aux apôtres au Cénacle après la Résurrection et instituant le sacrement de Pénitence, pour louer ainsi la Miséricorde divine présente dans l’Église dès le début de son existence, l’abbé Michel Sopoćko organise en 1954, un concours de peinture que le tableau de Ludomir Ślendziński remporte ; il en peint plusieurs versions et est ainsi admis au culte par la Conférence de l’Épiscopat de Pologne, le 5 octobre 1954.
En 1959, le Saint Office de Rome interdit la propagation du culte de la Miséricorde divine dans les formes transmises par sœur Faustine, en laissant le soin aux évêques du lieu de traiter le problème de la suppression des tableaux de Jésus miséricordieux vénérés dans des églises.
Dans de nombreuses églises, le tableau est alors retiré mais d’autres le gardent, et les fidèles continuent de prier devant lui. Cette notification est révoquée en 1978, sous la pression de Jean-Paul II, grand défenseur de Faustine Kowalska, et les icônes de Jésus miséricordieux retournent dans les églises d'où elles avaient été ôtées.
Plus tardivement, d'autres tableaux sont peints dans les années 1970, notamment par l'artiste américain Robert Skemp. Cette représentation est la version commune aux Philippines, où la dévotion à la Miséricorde divine est très populaire.
Aujourd’hui, presque toutes les églises en Pologne abritent un tableau de Jésus miséricordieux peint selon la vision de sœur Faustine. C'est ainsi l’image de Jésus-Christ la plus connue.

## Petit Journal

### À l’origine
Interrogé par la Congrégation sur la raison pour laquelle sœur Faustine avait écrit son Petit Journal, son confesseur, l’abbé Michał Sopoćko, a témoigné en ces termes : « Je n’avais pas le temps pour écouter les longues confidences de sœur Faustine au confessionnal, aussi lui ai-je demandé de les noter dans un cahier et de me les donner à lire de temps en temps. Voilà comment est né le Petit Journal. » En plus de cet ordre de son confesseur, Sœur Faustine mentionne à plusieurs reprises dans son Petit Journal que c’est Jésus lui-même, lors de ses visions, qui lui a enjoint de l’écrire : en promouvant la miséricorde divine pour tous les pécheurs, le Petit Journal visait à réconforter les âmes afin qu’elles aient le courage de s’approcher du Christ avec confiance. Cet ordre a été confirmé par ses confesseurs, le père Sopoćko ainsi que par le père Józeph Andrasz s.j., et autorisé par les sœurs Supérieures de la Congrégation.

### Composition
Ses écrits en toute simplicité contiennent des poèmes et des textes au jour le jour. Elle y dit ses expériences et les recommandations de ses apparitions divines. Son journal est principalement écrit à Wilno puis à Cracovie de 1934 à 1938. Certains évènements antérieurs à 1934 apparaissent dans son journal, reconstitués de tête sur ordre de l’abbé Sopocko car elle les avait brûlés sous l’influence de Satan dissimulé en ange de lumière.
Les manuscrits du Petit Journal se composent de six cahiers, sans rature ni correction, contenant 477 pages au total. Sur ordre de son confesseur, l’abbé Sopoćko, les paroles expresses de Jésus y sont soulignées au crayon.
Dans son Petit Journal, écrit dans les années 1934-1938, sœur Faustine rapporte les promesses qu'elle dit avoir reçues de Jésus, tout particulièrement pour ceux qui célébreraient le Dimanche de la divine Miséricorde, mais elle révèle également les étapes et la profondeur de sa vie spirituelle, les visions mystiques qu’elle eut, ainsi que les efforts continus qu’elle accomplit sur la voie de la perfection chrétienne, pour maîtriser le moi et progresser en vertus. La première édition, en polonais, point de départ de toutes les traductions ultérieures, parut à Rome en 1981.

Faustine indique la mission prophétique dont elle a été chargée par Jésus, comme apôtre de la Miséricorde divine : 

« Dans l’Ancien Testament, j’ai envoyé à mon peuple des prophètes, et avec eux, la foudre. Aujourd’hui, je t’envoie vers l’humanité tout entière avec ma miséricorde. Je ne veux pas punir l’humanité endolorie, mais je désire la guérir en l’étreignant sur mon cœur miséricordieux »

— (P.J. 1588)
 Au cours de révélations successives, Jésus a demandé à plusieurs reprises qu'on l'honore par une image miraculeuse, par le biais des nouvelles formes du culte indiquées par Jésus et la récitation d'une prière spéciale : 
« Je promets que l'âme qui honorera ce tableau ne sera pas perdue. » (P. J. 48).

« Par ce tableau, j'accorderai beaucoup de grâces aux âmes ; il faut donc que chaque âme ait accès à lui. » (P. J. 570)

### Publications
Les écrits d’Helena Kowalska sont traduits dans de nombreuses langues comme l'anglais, l'allemand, l'italien, l'espagnol, le français, le portugais, le russe, le hongrois, le tchèque ou le slovaque. Le texte intégral du Petit Journal est consultable en ligne.

## Béatification et canonisation

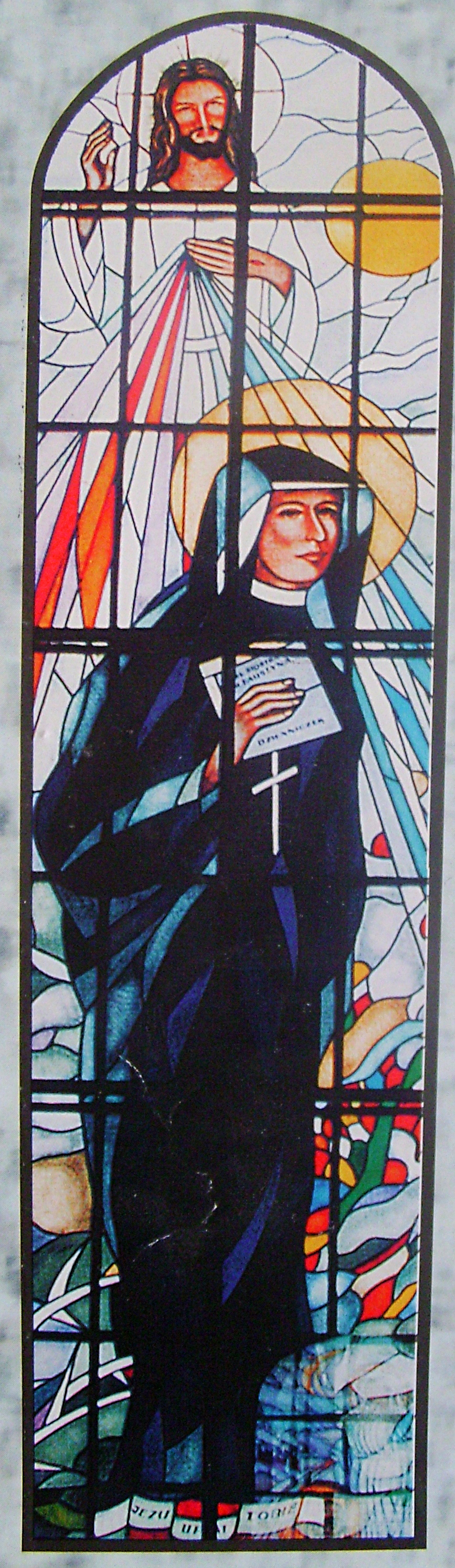
Vitrail dans l'église du nom de Marie à Bączal Dolny.

En 1958, le Saint-Siège publia un document qui condamnait les travaux de l'Institut de la Miséricorde divine. Par la suite, on attribua cette condamnation à des interprétations erronées faites par des théologiens qui n'avaient pas tenu compte du manque d'instruction de sœur Marie-Faustine qui maniait mal l'orthographe et la ponctuation ; il en résulte dans son journal beaucoup de phrases peu claires que l'on avait comprises comme des propositions hérétiques. Quoi qu'il en soit, le père Sopoćko reçut une sévère réprimande, et tout ce qu'il avait fait fut supprimé.
L'archevêque de Cracovie, toutefois, autorisa les religieuses à laisser le dessin original accroché dans leur chapelle, afin que celles qui souhaitaient continuer à prier devant lui puissent le faire.
C'est grâce à l'intervention de Karol Wojtyła, alors archevêque de Cracovie et futur pape Jean-Paul II, que finalement on mena sur la vie et le journal de sœur Marie-Faustine une nouvelle enquête à la suite de laquelle la dévotion de la Miséricorde divine fut de nouveau autorisée.

Sœur Marie-Faustine a été béatifiée le 18 avril 1993, après la reconnaissance de la guérison miraculeuse sur l’Américaine Maureen Digan, souffrant d’une maladie incurable ; elle est ensuite canonisée le 30 avril 2000 par le pape Jean-Paul II à Rome, après la guérison miraculeuse de l’abbé Ronald Pytel, atteint d’insuffisance cardiaque : elle devient alors sainte Faustine Kowalska. C'était en la Fête de la Miséricorde Divine, instaurée le même jour pour l'Église Universelle. Pendant la messe de canonisation de sœur Faustine, le pape a souligné la nécessité d’accueillir l’Esprit du Christ ressuscité : 

« Il est important que nous recevions entièrement le message qui provient de la Parole de Dieu en ce deuxième dimanche de Pâques, qui dorénavant, dans toute l’Église, prendra le nom de Dimanche de la Miséricorde Divine »

— Homélie du pape Jean-Paul II. Canonisation de Maria Faustyna Kowalska,.
 En canonisant sœur Faustine, la dernière du millénaire, Jean-Paul II apporte un éclairage tout particulier à la vie de cette sainte. L'Église catholique prend position officiellement en l'an 2000 en instituant la fête de la Miséricorde Divine. Cette fête a lieu chaque année, une semaine après le dimanche de Pâques. Elle est célébrée pour la première fois le 22 avril 2001.
Au début d'octobre 2011, à l'occasion du IIe congrès mondial de la Miséricorde Divine à Cracovie-Łagiewniki (pl), plusieurs cardinaux et évêques ont demandé au pape Benoît XVI d'accorder à sainte Faustine Kowalska le titre de Docteur de l'Église. Le dossier a été ouvert.
À l’occasion du 90e anniversaire de l'apparition offerte à sœur Faustine, le Pape François écrit une lettre à Piotr Libera, évêque de Płock, dans laquelle il assure se joindre « aux prières des participants à la célébration solennelle dans le sanctuaire de la Miséricorde Divine ». Il rappelle aussi des mots transmis par Jésus à sœur Faustine Kowalska : « L'humanité ne connaîtra pas la paix tant qu'elle ne se sera pas tournée vers la source de ma miséricorde ». Il encourage donc à se tourner « vers cette source », de revenir à Jésus pour rencontrer son amour. Pour encourager les fidèles de Płock et du monde entier, il cite également son prédécesseur Jean-Paul II qui affirmait en 2002 que le « feu de la miséricorde doit être communiqué au monde. Dans la miséricorde de Dieu, le monde trouvera la paix et l'humanité trouvera le bonheur ».

#### BD
- Francine Bay (ill. Anne-Charlotte Larroque), Sainte Faustine, la messagère de Jésus miséricordieux, Tequi, coll. « Les petits pâtres », 2014, 32 p. (ISBN 978-2740318775)

### Film
- Faustine, apôtre de la miséricorde, film polonais de Michał Kondrat sorti le 20 avril 2021 sur les écrans français et en 2019 en Pologne. [Sur Allociné]